# Andres Tamm
Andres Tamm ist ein ehemaliger estnischer Politiker und Wirtschaftsfunktionär.
Vom 6. Mai bis zum 21. Oktober 1992 war Tamm Handelsminister der Republik Estland in der kurzlebigen Übergangsregierung von Ministerpräsidenten Tiit Vähi, die im Oktober 1992 abgelöst wurde.
Anschließend war Tamm in verschiedenen Wirtschaftsverbänden aktiv, u. a. als Vorstandsvorsitzender der 1992 gegründeten Estnischen Außenhandelsvereinigung (Eesti Väliskaubanduse Liit) und (Ehren-)Präsident der ICC Estonia - International Chamber of Commerce.
| Personendaten    | Personendaten                                            |
| ---------------- | -------------------------------------------------------- |
| NAME             | Tamm, Andres                                             |
| KURZBESCHREIBUNG | estnischer Politiker und Wirtschaftsfunktionär, Minister |
| GEBURTSDATUM     | 20. Jahrhundert                                          |